# Horna (Burgos)
Horna es una localidad del municipio burgalés de Villarcayo de Merindad de Castilla la Vieja, en la Comunidad Autónoma de Castilla y León (España). 
La iglesia está dedicada a san Andrés Apóstol.

## Localidades limítrofes
Confina con las siguientes localidades:
- Al norte con Villarcayo.
- Al este con Santa Cruz de Andino.
- Al sureste con Andino.
- Al sur con Villalaín.
- Al noreste con Cigüenza.

## Demografía
Evolución de la población
| Gráfica de evolución demográfica de Horna entre 2000 y 2017        |
|                                                                    |
| Población de derecho (2000-2017) según el padrón municipal del INE |

## Historia
Así se describe a Horna en el tomo IX del Diccionario geográfico-estadístico-histórico de España y sus posesiones de Ultramar, obra impulsada por Pascual Madoz a mediados del siglo XIX:

Lugar en la provincia, diócesis, audiencia territorial y capitanía general de Burgos (12 leguas), partido judicial de Villarcayo (1/2 cuarto), y ayuntamiento de la Merindad de Castilla la Vieja (1/2 cuarto); Situado en una llanura bien ventilado en todas direcciones, siendo su clima sano, y las enfermedades más comunes las estacionales. Tiene 28 casas, escuela de primeras letras a cargo de un maestro dotado por los niños concurrentes; una fuente de buen agua junto al pueblo, iglesia parroquial (San Andrés) servida por un cura párroco y 1 sacristán, y finalmente 1 ermita (Santa Ana) en el término. Este confina N Villarcayo; E Santa Cruz y Andino; S Villalambrús, y O Ciguenza. El terreno es muy fértil y comprende algunos montes poblados de encina y roble. Caminos: pasa por el término la carretera que conduce de Burgos a Bercedo, siendo los demás de pueblo a pueblo, todos en buen estado; y la correspondencia se recibe de Villarcayo. Producciones: toda clase de semillas con abundancia, ganado lanar, vacuno y cabrío, y caza de perdices y codornices. Industria: la agrícola. Población: 22 vecinos, 82 almas. Capital productivo: 545.100 reales. Imponible: 48.973.
Diccionario geográfico-estadístico-histórico de España y sus posesiones de Ultramar